# Pahoran
Pahoran was volgens het boek van Mormon, het heilige boek van de mormonen, de derde hoofdrechter van de Nephieten, die in 68 v.Chr. in zijn rechterszetel vermoord zou zijn.
Afgezien van het Boek van Mormon is er geen historisch bewijs voor het bestaan van Pahoran.